# Pacifičke igre
Pacifičke igre (poznate i pod nazivom Južno pacifičke igre) je međunarodno športsko natjecanje koje se održava svake četiri godine. Države i teritoriji koji se natječu moraju biti dio Južnog Pacifika. Prve igre su održane 1963. godine u gradu Suvi na Fidžiju.

## Vijeće za pacifičke igre
Upravljačko tijelo igara je Vijeće za pacifičke igre. Članstvo u Vijeću obuhvaća međunarodno priznate nacionalne sportske organizacije unutar zemalja i teritorija koji se nalaze u Tihom oceanu. Vijeće trenutno ima 22 člana. Pitcairnovo Otočje je jedini član Komisije za Južni Pacifik koji nije član Vijeća, dok je otok Norfolk priznat kao član Vijeća, iako nije član Komisije.
Petnaest članova također su članice udruženja Nacionalnih olimpijskih odbora Oceanije (ONOC). Od igara 2015. godine Australija i Novi Zeland sudjeluju na Pacifičkim igrama.
U srpnju 2014., nacionalni olimpijski odbor Oceanije najavio je da su njihovi članovi glasovali kako bi omogućili Australiji i Novom Zelandu sudjelovanje u četiri sporta, na privremenoj osnovi. Zbog razvijenosti tih dviju država i rizikom da bi dominirali nad konkurencijom prethodno su spriječili njihovo uključivanje. Australiji i Novom Zelandu je dopušteno da sudjeluju u četiri sporta ragbiju, jedrenju, taekwondou i dizanju utega, sportovima u kojima su se i druge zemlje pokazale dovoljno konkurentne protiv njih u prošlosti.

### Zemlje i teritoriji sudionici
- Američka Samoa
- Cookovo Otočje
- Savezne Države Mikronezije
- Fidži
- Guam
- Kiribati
- Maršalovi Otoci
- Nauru
- Nova Kaledonija
- Niue
- Norfolk
- Sjevernomarijanski Otoci
- Palau
- Papua Nova Gvineja
- Samoa
- Solomonski Otoci
- Tahiti
- Tokelau
- Tonga
- Tuvalu
- Vanuatu
- Wallis i Futuna

## Domaćini
| Godina | Igre | Grad domaćin | Država                 | Datum                    | Sportaša | Nacija | Sportova | Najuspiješnija nacija |
| ------ | ---- | ------------ | ---------------------- | ------------------------ | -------- | ------ | -------- | --------------------- |
| 1963.  | I    | Suva         | Fidži                  | 29. kolovoza – 8. rujna  | 646      | 13     | 10       | Fidži                 |
| 1966   | II   | Nouméa       | Nova Kaledonija        | 8. – 18. prosinca        | 1200     | 14     | 12       | Nova Kaledonija       |
| 1969   | III  | Port Moresby | Papua Nova Gvineja     | 13. – 23. kolovoza       | 1150     | 12     | 15       | Nova Kaledonija       |
| 1971.  | IV   | Papeete      | Francuska Polinezija   | 25. kolovoza – 5. rujna  | 2000     | 14     | 17       | Nova Kaledonija       |
| 1975.  | V    | Tumon        | Guam                   | 1. – 10. kolovoza        | 1205     | 13     | 16       | Nova Kaledonija       |
| 1979.  | VI   | Suva         | Fidži                  | 28. kolovoza – 8. rujna  | 2672     | 19     | 18       | Nova Kaledonija       |
| 1983.  | VII  | Apia         | Zapadna Samoa          | 5. – 16. rujna           | 2500     | 19     | 14       | Nova Kaledonija       |
| 1987.  | VIII | Nouméa       | Nova Kaledonija        | 8. – 20. prosinca        | 1650     | 12     | 18       | Nova Kaledonija       |
| 1991.  | IX   | Port Moresby | Papua Nova Gvineja     | 7. – 21. rujna           | 2000     | 16     | 17       | Papua Nova Gvineja    |
| 1995.  | X    | Papeete      | / Francuska Polinezija | 25. kolovoza – 5. rujna  | 2000     | 12     | 25       | Nova Kaledonija       |
| 1999.  | XI   | Santa Rita   | Guam                   | 29. svibnja – 12. lipnja | 3000+    | 21     | 22       | Nova Kaledonija       |
| 2003.  | XII  | Suva         | Fidži                  | 28. lipnja – 12. srpanj  | 5000     | 22     | 32       | Nova Kaledonija       |
| 2007.  | XIII | Apia         | Samoa                  | 25. kolovoza – 8. rujna  | 5000     | 22     | 33       | Nova Kaledonija       |
| 2011.  | XIV  | Nouméa       | Nova Kaledonija        | 27. kolovoza – 10. rujna | 4300     | 22     | 28       | Nova Kaledonija       |
| 2015.  | XV   | Port Moresby | Papua Nova Gvineja     | 4. – 18. srpnja          | 3700     | 24     | 28       | Papua Nova Gvineja    |
| 2019.  | XVI  | Nuku'alofa   | Tonga                  |                          |          |        |          |                       |
| 2023.  | XVII | Honiara      | Solomonski Otoci       |                          |          |        |          |                       |

## Vanjske poveznice
- Pacifičke igre arhiva  Arhivirana inačica izvorne stranice od 2. kolovoza 2016. (Wayback Machine) na Oceania Sport Information Centre
- Popis Pacifičkih igara i Mini igara na www.rsssf.com od Rec.Sport.Soccer Statistics Foundation